# Илиский цзянцзюнь
Илийское наместничество ( кит. :伊犁將軍 )  — административно территориальное владение в Восточном Туркестане (ныне Синьцзян) империи Цин.

## История
Регион был образован после разгрома Джунгарского ханства и завоевания Восточного Туркестана. Регионом управляет цзянцзюнь (генерал-губернатор). Первым генерал-губернатором был Мин Жуй (1762—1767). В обязанность цзянцзюня входило вести порядок крае и сохранение территории, дипломатические и торговые связи с государствами Средней Азии. А также генерал-губернатор имел свои аппарат чинов своем регионе. Например, цанцзань дачэн, отвечает за связи с среднеазиатскими ханствами и поездку уйгурских послов в Пекин. линьдуй дачэн, начальник гарнизона региона и др.

## Список генерал-губернаторов
1. Мин Жуй (апрель 1762– март 1767)
2. Агуй (март 1767– апрель 1768)
3. Илэту (27 август 1768 – 21 ноября 1769)
4. Юн Гуи (октябрь 1769– октябрь 1770)
5. Цзен Хай (1770)
6. Илэту (27 август 1770 – 21 ноября 1772)
7. Шухэдэ (1772–1774)
8. Илэту (1774 – 1784)
9. Мин Лян (1784)
10. Илэту (1784 – 1793)
11. Куйлин (1793 – 1795)
12. Юн Доу (1795)
13. Баонин (1795–1800,)
14. Сун Юнь (1800, 1802–1809)
15. Цзиньчан (1809–1813)
16. Сун Юнь (1813 – 1815)
17. Чан Лин (1815–1817)
18. Цзиньчан (1817–1820)
19. Цин Сянь (1820–1826)
20. Дэинъа (27.08.1826–12.07.1829)
21. Юйлин (12.07.1829–4.10.1832)
22. Неизвестно
23. Ишань (1838–1840)
24. Буяньтай (1840–1845)
25. Ишань (1845–1851)
26. Шу Синь (1851)
27. Ишань (1851–1856)
28. Чан Цин (1856 – 1857)
29. Зарафентай (1857 –1860)
30. Чан Цин (1860 – 1862)
31. Мин Сюй (1862–1866)
32. Юньлинь (1866)
33. Жунцюань (1866–1869)
34. Цзинь Шунь (1869–1873)